# 魔法にかけられて
『魔法にかけられて』（まほうにかけられて、原題：Enchanted）は、2007年に公開されたディズニーのミュージカル映画。主演はエイミー・アダムス。
現実のニューヨークに迷い込んだ異世界のお姫様が巻き起こすドタバタ劇を、2Dアニメーションと実写で描き分けている。

## 概要
全篇に散りばめられた自己パロディ、伝統的なアナログアニメの手法の復活（制作当時は既に多くがデジタルアニメとなっており、手描きで制作しているアニメはほとんど無い）などが話題になった。アニメーションを製作しているのはジェームズ・バクスター・アニメーションであり、創業者のジェームズ・バクスターは過去にウォルト・ディズニー・アニメーション・スタジオで働いていたことがある。
主役のジゼル姫は9年ぶりのディズニープリンセスであると同時に、実写でスクリーンに登場する初のディズニープリンセスであると報道されていた。
冒頭のディズニーロゴ演出がフロリダ州のウォルト・ディズニー・ワールド・リゾートを模したCGアニメに新調された最初の作品でもある。
2007年10月20日にロンドン映画祭、同年10月27日にローマ映画祭で先行上映された。

## ストーリー
おとぎ話の世界アンダレーシアに住むジゼル姫はエドワード王子と出逢ってその日のうちに婚約する。しかし、王子の継母である悪の魔女ナリッサは自分が女王の座を奪われることを危惧し、ジゼル姫を「永遠の幸せなど存在しない世界」現代都市のニューヨークに追放してしまう。
大都会で路頭に迷ったジゼル姫は仕事帰りの弁護士ロバートと娘のモーガンに助けられる。ロバートとモーガンは浮世離れしたジゼル姫の言動に困惑するが、天真爛漫な彼女の人柄に触れ、次第に家族のように打ち解けてゆく。一方、エドワード王子と勇敢なリスのピップはジゼル姫を救い出すため現実の世界へ駆けつけるが、女王の手先ナサニエルの妨害によってなかなかジゼル姫を見つけることができない。
やがてジゼル姫は現実の世界での恋愛の仕方と魔法の国での“永遠の愛”との違いを知り、また次第にロバートに惹かれつつある自分に気づき、戸惑いを隠せなくなっていくのであった。

## 登場人物
ジゼル
本作のヒロイン。おとぎ話の世界・アンダレーシアに住む麗しい乙女で、森で動物たちと暮らしながらいつか王子様と真実の愛のキスをすることを夢見ていた。エドワード王子と出会い恋をし、一日で婚約するが、王子の継母ナリッサの悪だくみで現代のニューヨークに迷い込んでしまう。
性格は純粋かつ、天然ボケでロマンチスト。人を疑う事を知らない優しい性格の反面、強い信念を持っている。本人曰く、怒った事が今までに無いらしく、ロバートとのやり取りで怒った際は初めての感情に喜ぶ一面も。
裁縫や掃除や歌が得意で、ロバートの家のカーテンからドレスを作ったり、動物たちを呼び寄せ部屋を綺麗にすることなどはお手の物である。ニューヨークでロバート宅を掃除した際は虫やゴキブリも登場するも、「新しいお友達」として一切怖がる事無く優しく接した。
これまでのディズニー・プリンセスをモデルにしている。
ロバート・フィリップ
シニカルな離婚専門弁護士。彼自身もバツイチで、ニューヨークのアパートで娘のモーガンと暮らしている。理性的で現実的な彼の生活はジゼルの登場で一変してしまい、早く彼女を追い返したいと考える。しかし徐々にジゼルの純粋さに感化されて心を開き、忘れかけていた優しさやユーモア、そして夢を取り戻していく。
その性格が変化していく姿は、『メリー・ポピンズ』のバンクス氏や『ロジャー・ラビット』のエディ・バリアントなどをモデルにしている。
エドワード王子
アンダレーシアの王子。森の奥から響いた歌声に聞き惚れてジゼルを探し、結婚を決めた。その後ジゼルを追いかけてニューヨークへ向かう。正義感が強い半面、極めて率直過ぎる性格で早とちりも多く、他人の話をあまり聞かない為、トラブルメーカーになる事もあり、特に現実世界ではそれが顕著となる。言葉の話せなくなったピップのジェスチャーを全く理解せず勘違いばかりする。
現実の世界を知らず、もともと一般常識に疎い性分から、バスを怪物と勘違いして剣を突き刺したり、公園の大通りの真ん中で歌おうとしてサイクリングの一団と激突して大事故を誘発してしまうなど行く先々で混乱を引き起こしてしまう。最終的にはナンシーと恋に落ちる。
過去のディズニー・プリンセス作品の王子の他に思い込みが激しく騒動を起こす点は『美女と野獣』のディズニー・ヴィランズのガストンなどをモデルにしている。
ナリッサ女王
本作のディズニー・ヴィランズ（悪役）。エドワード王子の継母でアンダレーシアの女王。女王の座を少しでも長く維持するため、エドワード王子が結婚相手を見つけないよう画策していたが、エドワード王子がジゼルと結婚すると決めたため、魔女に扮してアンダーレシアからジゼルを追放するが、ナサニエルがなかなかジゼルを始末できないのに業を煮やし、激怒しつつ現実の世界にやって来るも、ラストシーンで高層ビルから転落した際に宝石となって砕け散った。『白雪姫』や『眠れる森の美女』に登場する魔女をモデルにしている。
小説版では実はエドワード王子の実父を殺害していたことが明らかになっている。
ナザニエル
ナリッサの家来。表向きはエドワードの従者だが、ナリッサに骨抜き（共依存従属状態）にされている。最後はナリッサの横暴に愛想をつかす。
ナンシー・トレメイン
ロバートのガールフレンド。ロバートと付き合って5年経過している。理知的なキャリアウーマンだが、ロマンチストな一面もある。
ジゼルとナリッサ女王が対決している裏でエドワード王子と恋に落ち、アンダレーシアに移住し結婚式を挙げることになる。
モーガン・フィリップ
ロバートの6歳の娘。父親のロバートから「夢」や「魔法」は存在しないと教えられていた。ジゼルを本物のプリンセスと信じ、母親のように慕う。父親のクレジットカードを持ち出すなど、したたかな一面もある。
ピップ
ジゼルの友人のリス。アンダレーシアではおしゃべりだったが、現実世界では人間の言葉を話すことができない。

## キャスト
| 役名                 | 俳優                                          | 日本語吹替 |
| -------------------- | --------------------------------------------- | ---------- |
| ジゼル               | エイミー・アダムス                            | 木村聡子   |
| ロバート・フィリップ | パトリック・デンプシー                        | 根本泰彦   |
| エドワード王子       | ジェームズ・マースデン                        | 畠中洋     |
| ナサニエル           | ティモシー・スポール                          | 石住昭彦   |
| ナリッサ女王         | スーザン・サランドン                          | 萩尾みどり |
| ナンシー・トレメイン | イディナ・メンゼル                            | 林真里花   |
| モーガン・フィリップ | レイチェル・コヴィー                          | 小野花梨   |
| ナレーション         | ジュリー・アンドリュース                      | 松坂慶子   |
| ピップ               | アニメ：ジェフ・ベネット 実写：ケヴィン・リマ | 岩田光央   |

- 予告ナレーション - 田子千尋
- その他の声の吹き替え：菅生隆之／唐沢潤／加藤優子／稲葉実／丸山裕子／小森創介／津田真澄／太田淑子／島美弥子／浦山迅／飯島肇／華村りこ／IKKAN／きっかわ佳代／田中英樹／浜野基彦／佐渡貴之／山口愛／田川颯美／大下夕華

木村聡子は、本作が声優デビューとなる。エイミー・アダムスが歌う劇中歌も木村聡子による吹き替え歌となっている。

## 制作

### 構想
『魔法にかけられて』の基となった脚本はタッチストーン・ピクチャーズとSonnenfeld/Josephson Productionsが購入した。ビル・ケリーの脚本をトッド・アルコットが書き直している。当初はロブ・マーシャルの監督で2002年に製作される予定だったが、プロデューサーとの考えの違いからこの話は頓挫した。2003年、アダム・シャンクマンが監督となり、ロバート・スクーリーとマーク・マッコークルが台本を書き直した。2005年5月、ケヴィン・リマが監督に、脚本もビル・ケリーが再び手掛けることになると報じられた。このときは2005年9月から制作が開始されるとされていた。

### キャスティング
2005年11月14日、ジゼル役にエイミー・アダムスが決まった。ディズニー側はより有名な女優を割り当てようとしたが、監督のリマはジゼルの役柄を引き立てるために映画への出演数が少ない女優を探していたのである。ロバート役のパトリック・デンプシーは「現代のチャーミング王子」を想定して起用された。その後、ジェームズ・マースデン、スーザン・サランドンの出演が決定し、2006年4月12日に撮影が開始された。

### アニメーション
映画はセルアニメーションから始まる。スクリーンサイズは従来のアニメーションと同じ1.85:1。アニメーションは14分のものである。
ディズニーはセルアニメーション部門をすでに閉鎖しているので、パサデナのアニメーション会社James Baxter Animationに製作を委託した。創業者のジェームズ・バクスターはかつてディズニーのキャラクターを多数手掛けている。

### ロケーション

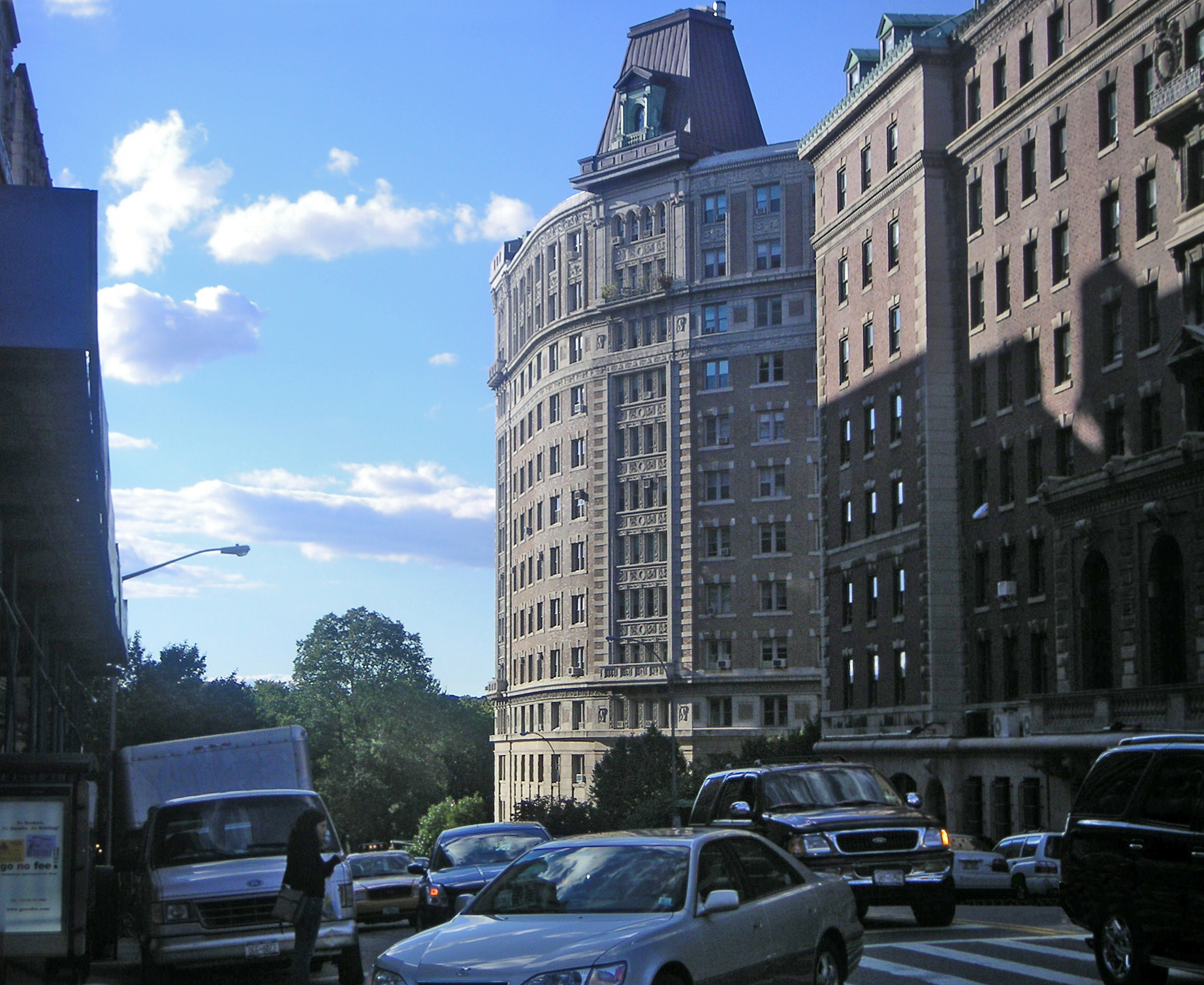
ロバートのアパートは116番通りに面している。

映画は途中から実写に切り替わる。スクリーンサイズは2.35:1へと拡大する（途中でサイズが変わるのはディズニー映画において『ブラザー・ベア』に次ぐ2作目である）。
実写パートの多くはニューヨークで撮影が行われた。アニメの世界から現実の世界へ出る場面はタイムズスクエアで撮影が行われた。歩行者はその場にいた人たちをエキストラとして雇っている。
ジゼルが暮らすことになるロバートのアパートはリバーサイド・ドライブと116番通りに面する実在のアパートである。
セントラル・パークでは"That's How You Know"のミュージカル場面が撮影された。

### 視覚効果
この映画の視覚効果の多くはティペット・スタジオが手掛けた。リスのピップを始めとする動物たちはここで画面に合成された。ピップやドラゴンにはモーションキャプチャで動きをつけ、Mayaなどのソフトウェアで肉付けている。CIS Hollywoodはワイヤー消しを行った。ReelFXおよびWETAデジタルもこの映画の視覚効果を担当した。
登場する動物はすべてがCGではなく、"Happy Working Song"では本物のネズミと鳩が登場し、CGとの見分けを付きにくくしている。但しゴキブリはすべてCGである。

## 音楽
作曲は数々のディズニーの映画音楽を手掛けたアラン・メンケンが担当した。作詞はブロードウェイ・ミュージカルのスティーヴン・シュワルツ。メンケンとシュワルツは過去に『ポカホンタス』『ノートルダムの鐘』で共同作業をしていた。
ジゼルの歌ううちの3曲は、過去のディズニー映画の歌を参考にしている。最初に歌われるTrue Love's Kissには過去の作品への敬意が込められている。彼らは『シンデレラ』や『白雪姫』に対抗できる作品を作ろうと試みた。そのためジゼル役のアダムスはこの歌をオペラのように歌っている。Happy Working SongとThat's How You Knowにも過去の作品への敬意が込められているが、皮肉も入っていた。メンケンは「古典的なディズニー」ながらも少しずつ現代的な表現を取り入れるようにした。終盤に流れるSo Closeはより現代的なアダルトバラードに仕上げている。
2人は6曲の歌を作り、5曲が最終的に採用された。ジェームズ・マースデンとイディナ・メンゼルが歌うEnchantedは採用されなかった。キャリー・アンダーウッドの歌うEver Ever Afterはシングルとしても発売された。この曲のミュージック・ビデオは映画同様セルアニメと実写映像で構成されている。
| #   | タイトル                                              | 作詞 | 作曲・編曲 | パフォーマー                               | 時間  |
| --- | ----------------------------------------------------- | ---- | ---------- | ------------------------------------------ | ----- |
| 1.  | 「真実の愛のキス True Love's Kiss」                   |      |            | エイミー・アダムス、ジェームズ・マースデン | 3:13  |
| 2.  | 「歌ってお仕事 Happy Working Song」                   |      |            | アダムス                                   | 2:10  |
| 3.  | 「想いを伝えて That's How You Know」                  |      |            | アダムス                                   | 3:49  |
| 4.  | 「そばにいて So Close」                               |      |            | ジョン・マクラフリン                       | 3:48  |
| 5.  | 「エバー・エバー・アフター Ever Ever After」          |      |            | キャリー・アンダーウッド                   | 3:31  |
| 6.  | 「魔法の王国、アンダレーシア Andalasia」              |      |            | アラン・メンケン                           | 1:47  |
| 7.  | 「魔法の井戸の中へ Into The Well」                    |      |            | メンケン                                   | 4:42  |
| 8.  | 「ジゼルを送るロバート Robert Says Goodbye」          |      |            | メンケン                                   | 3:16  |
| 9.  | 「ナサニエルとピップ Nathaniel And Pip」              |      |            | メンケン                                   | 4:03  |
| 10. | 「ジゼルを探すエドワード王子 Prince Edward's Search」 |      |            | メンケン                                   | 2:24  |
| 11. | 「舞踏会の準備 Girls Go Shopping」                    |      |            | メンケン                                   | 1:41  |
| 12. | 「ナリッサのテーマ Narissa Arrives」                  |      |            | メンケン                                   | 1:34  |
| 13. | 「クライマックス Storybook Ending」                   |      |            | メンケン                                   | 10:44 |
| 14. | 「魔法にかけられて〜組曲 Enchanted Suite」            |      |            | メンケン                                   | 4:36  |
| 15. | 「ザッツ・アモーレ That's Amore」                     |      |            | マースデン                                 | 3:12  |

日本盤には続いてボーナストラックが収録されている。
| #   | タイトル                       | 作詞 | 作曲・編曲 | パフォーマー                                                                           | 時間 |
| --- | ------------------------------ | ---- | ---------- | -------------------------------------------------------------------------------------- | ---- |
| 16. | 「真実の愛のキス（日本語歌）」 |      |            | 木村聡子、畠中洋、小森創介、ミュージッククリエイション、MCキッズ、フレーベル少年合唱団 | 3:13 |
| 17. | 「歌ってお仕事（日本語歌）」   |      |            | 木村聡子                                                                               | 2:11 |
| 18. | 「想いを伝えて（日本語歌）」   |      |            | 木村聡子、小森創介、ミュージッククリエイション、MCキッズ、フレーベル少年合唱団         | 3:51 |
| 19. | 「そばにいて（日本語歌）」     |      |            | 小西のりゆき                                                                           | 3:47 |

## 評価

### 興行収入
アメリカでは11月21日に公開された。高い評価を得ており、全米興行成績は2週続けて1位だった。その後も人気は続き、公開6週目には1億ドルを突破している。
日本では3月14日に公開され、初登場1位となった。初動動員数は42万4000人、初動興行収入は5億4000万円を記録。最終興行成績は29億1000万円。

### 受賞
- サターン賞：主演女優賞、ファンタジー映画賞、音楽賞
- クリティクス・チョイス・アワード：ファミリー映画賞
- ゴールデン・トレイラー賞：アニメ・ファンタジー映画賞
- フェニックス映画批評家協会賞：ファミリー映画賞
- 映画館大賞「映画館スタッフが選ぶ、2008年に最もスクリーンで輝いた映画」第31位

## メディア展開

### ゲーム
ニンテンドーDSのソフトとして販売。開発はディズニー・インタラクティブ・スタジオ。ジゼル、エドワード、ピップを操作して魔女のナリッサを倒す。
アメリカでは2007年11月14日に、日本では2008年3月13日に発売。

### テレビ
3月13日、めざましテレビの「メディア見たもん勝ちDX」にて、大掛かりな特集を組み、大塚範一、軽部真一、中野美奈子、高島彩のイラストを特別に書き下ろした。また、スッキリ!!でも加藤浩次、テリー伊藤のイラストも書き下ろされた。

## 登場するパロディ一覧
監督のケヴィン・リマによれば、シーンやアクションや台詞などに、何千ものパロディがなされているという。そしてそれは、ディズニー作品のみならず、ディズニー以外の作品にも由来している。

### 過去のディズニー作品からのセルフパロディ
複数の作品
- 物語のオープニングで作品のタイトルが書かれた厚手の本が開き、またエンディングでその本が閉じられる（白雪姫、ピノキオ、シンデレラ、眠れる森の美女、くまのプーさんなど、初期〜中期のディズニー長編アニメで多く用いられた手法）
- 冒頭に登場するトロールが、腰に白雪姫、シンデレラ、オーロラ姫、ベルの服（すべてドレスではないときのもの）を巻き、耳にアリエルの胸当てと同じ貝殻を付けている
- どこからか響く歌声に聞き惚れ、声の主を捜しに森へ行く王子（白雪姫、眠れる森の美女）
- ジゼルにインタビューするリポーターの名前の「メリー・アイリーン・カセロッティ」は、オーロラ姫役のメアリー・コスタと、シンデレラ役のアイリーン・ウッズと、白雪姫役のアドリアナ・カセロッティに由来
- 恋人からのキスで目を覚ますジゼル（眠れる森の美女、白雪姫）
- 高いところから落下していく悪役（白雪姫、美女と野獣、オリビアちゃんの大冒険、ライオン・キング、ノートルダムの鐘）
- 舞踏会にアナスタシア・トレメイン（シンデレラ）やヘラクレス（ヘラクレス）など、過去のディズニーキャラクターに似た仮装をした人がいる

『白雪姫』
- 夢に出てきた王子の人形の目にするサファイアをジゼルが両目にかざす
- 冒頭、ジゼルの呼び声に応えて顔を出す森の動物たちの構図
- 白馬に乗り、太陽に向かって進んでいくジゼルとエドワード王子
- ニューヨークに来たばかりのジゼルが、話しかけた小さな男性を7人の小人の一人である「おこりんぼ」と間違える
- 部屋に入るなり眠ってしまうジゼル
- ジゼルがロバートの家を掃除しているときの動物たち
- ロバートの弁護士事務所の看板にある「チャーチル、ハーライン＆スミス」は、『白雪姫』の作曲家フランク・チャーチル、リー・ハーライン、ポール・J・スミスに由来
- エドワード王子がテレビのことを「魔法の鏡」と呼ぶ
- ナサニエルがリンゴアメにみせかけた毒リンゴをジゼルにわたすときの毒リンゴの構図、またリンゴには髑髏のシルエットが浮かぶ
- ジゼルが毒リンゴを食べて倒れるときの構図

『シンデレラ』
- ジゼルを乗せた馬車
- ジゼルがロバートの家の浴室を掃除しているときのシャボン玉
- シャワーを浴びるジゼル
- ナンシーの姓の「トレメイン」は、シンデレラの継母に由来
- エドワード王子が入るホテルの名が「大公ホテル（Grand Duke Hotel）」
- 12時の鐘
- 靴を片方忘れるジゼルと、エドワードがそれをナンシーに履かせるくだり
- 裁縫を手伝うネズミや鳩

『ふしぎの国のアリス』
- 上下逆さまの状態でマンホールに辿り着くジゼル
- 穴に落ちたことを話すジゼルのセリフが「Down,down,down...」

『眠れる森の美女』
- 王子の夢を語るジゼル
- ドラゴンに変身するナリッサ女王（眠れる森の美女）

『メリー・ポピンズ』
- ロバートが担当する離婚調停中の夫婦の姓はバンクス
- 鳩の餌を売る老女

『リトル・マーメイド』
- 王子の人形に歌いかけるジゼル
- ナリッサ女王の隠れ家が、アースラの洞窟に似ている
- ロバートの秘書のサム役に、アリエル役のジョディ・ベンソン
- シャワーを終えたジゼルが体にタオルを巻き、ロバートに倒れ掛る
- 上述のジョディ・ベンソンが出演する、ジゼルが事務所の水槽を眺めるシーンのBGMが「Part of Your World」
- 「想いを伝えて」のカリプソ風のメロディは、「Under the Sea」や「Kiss the Girl」をイメージ
- 「想いを伝えて」のシーンで、川を渡るときにボートに向かい合って座る
- 「想いを伝えて」のシーンで、岩に腰掛けて歌うジゼルとそれを怪訝そうに見つめるロバートの構図

『美女と野獣』
- ジゼルが出てくるマンホールに一番近い劇場であるパレス劇場で、ディズニー初のブロードウェイ・ミュージカルである『美女と野獣』が初演された
- エドワード王子がホテルで見るテレビドラマで、窓の外に雪が降っている。そのドラマの女優はベル役のペイジ・オハラであり、役名が「アンジェラ」であるのはミセス・ポット役のアンジェラ・ランズベリーに由来する。さらに相手の俳優の役名の「ジェリー」はルミエール役のジェリー・オーバックに由来する。そしてこのドラマのBGMが「美女と野獣」。
- エドワードが剣を鏡にして歯のチェックする姿がガストン
- ジゼルとロバートのダンスシーン。シャンデリアのデザインと、シャンデリアからフロアに移る映像の構図
- モーガンの部屋にベルの人形がある。

ミッキーマウス（隠れミッキー）
- バスの女性運転手のアフロヘアをピップがかき分けると、ミッキー・シルエットに。
- ジゼルとロバートのダンスシーン。スポットライトと床の模様が一瞬だけ、ミッキー・シルエットを形作る

その他の作品
- 直に大人になるとモーガンに諭すロバート（ピーター・パン）
- タイムズスクエアにミュージカル版「ターザン」の看板
- エドワード王子がホテルで見ているテレビに最初に映る剣の闘いは、『ロビン・フッド』をイメージしている
- エドワード王子がホテルで見ているテレビから「Pink Elephants on Parade」が流れる（ダンボ）
- ナサニエルがホテルの部屋から出て行く時、テレビに映る腹話術士は、『ファン・アンド・ファンシーフリー』の一節『ミッキーと豆の木』にナレーターとして出演したエドガー・バーゲン（腹話術士）とモーティマー・スナード（人形）をイメージしている。その直後にミッキーマウスとグーフィーの声が流れるが、これはラテンアメリカ版『ミッキーと豆の木』の一場面である。
- ピップがハンガーにぶら下がりながら電線を伝うシーン（トイ・ストーリーシリーズ）
- ロバートとジゼルが食事したレストランの名が「ベラ・ノッテ」（わんわん物語）
- エドワード王子がマンションをさまよう際、ドアノッカーをガチャガチャ鳴らしながら揺れる不気味なドア（ホーンテッドマンション）
- ジゼルとモーガンが買い物する店の名の「カリプソ」は、『パイレーツ・オブ・カリビアン』シリーズのティア・ダルマの正体である海の女神に由来
- 床に刺さった剣を抜くジゼル（王様の剣）
- ジゼルとロバートが塔から滑り落ちそうになるシーン (ノートルダムの鐘)

### ディズニー以外のパロディ
- 全体的雰囲気、現代のニューヨークに戸惑うジゼルやエドワード王子の図、ジゼルとロバートの関係、またジゼルとエドワードのデートシーンで二人が渡る橋（ニューヨークの恋人）
- タイムズスクエアの『ウィキッド』の看板、ナンシー役のイディナ・メンゼルは『ウィキッド』のエルファバ役のオリジナル・キャストである
- タイムズスクエアの『ヘアスプレー』の看板、エドワード王子役のジェームズ・マースデンは映画版『ヘアスプレー」にコーニー・コリンズ役で出演していた
- タイムズスクエアの『スーパーマン リターンズ』の看板、エドワード王子役のジェームズ・マースデンは『スーパーマン リターンズ』にリチャード・ホワイト役で出演していた
- カーテンからドレスを作るジゼル（サウンド・オブ・ミュージック）
- 「想いを伝えて」のシーンでジゼルが芝生の上を駆け寄るシーン（サウンド・オブ・ミュージック、ただし公開当時のパンフレットでは『美女と野獣』のパロディとも紹介されている）

### 『魔法にかけられて』以降に公開されるディズニー作品への伏線
- 冒頭、窓から入ってくるカエルのアップ。また頭に乗る石鹸が王冠のような形（プリンセスと魔法のキス）
- 「想いを伝えて」を歌っているとき、野外劇場で上演されている劇が「ラプンツェル」（塔の上のラプンツェル）
- スタッフロールの背景に映る「かえるの王さま」のシルエット（プリンセスと魔法のキス）

### カメオ出演
過去のディズニー作品に出演した役者が作品の所々でカメオ出演している
- サム：ジョディ・ベンソン（『リトル・マーメイド』のアリエル、『トイ・ストーリー』シリーズのバービー、『フラバー』のウィーボなどの声）
- セントラル・パークでダンスを踊る老人：ハーヴェイ・エヴァンズ（『メリー・ポピンズ』の煙突掃除屋の一人）
- TVドラマの女優：ペイジ・オハラ（『美女と野獣』のベルの声）
- 妊婦：ジュディ・クーン（『ポカホンタス』のポカホンタスの歌唱部分）
- ナレーター：ジュリー・アンドリュース （『メリー・ポピンズ』のメリー・ポピンズ役、『プリティ・プリンセス』のクラリス・レナルディ女王）

## テレビ放送
| 回数 | テレビ局   | 番組名（放送枠名） | 放送日        | 放送時間      | 放送分数 | 視聴率 |  |
| ---- | ---------- | ------------------ | ------------- | ------------- | -------- | ------ |  |
| 1    | 日本テレビ | 金曜ロードショー   | 2010年12月3日 | 21:00 - 22:54 | 114分    | 11.6%  |  |
| 2    | フジテレビ | 赤と黒のゲキジョー | 2015年2月27日 | 21:00 - 22:52 | 112分    | 8.5%   |  |

- 視聴率はビデオリサーチ調べ、関東地区・世帯・リアルタイム。